# Svenska Cheerleadingförbundet
Svenska Cheerleadingförbundet (SCF) är riksförbundet för cheerleading i Sverige. Förbundet bildades den 11 juni 1995 och representerar drygt 12 000 utövare (2021).
I maj 2019 valdes förbundet in i Riksidrottsförbundet.
SCF är medlem i International Cheer Union (ICU) och European Cheer Union (ECU). 

### Fotnoter
1. 1 2 3  ”Vår historia”. Svenska Cheerleaderförbundet. http://www.cheerleading.se/sida/?ID=238992. Läst 23 juli 2021.
2. ↑  Alsalman, Ibraheem (26 maj 2019). ”Cheerleading valdes in i Riksidrottsförbundet”. Aftonbladet. https://www.aftonbladet.se/sportbladet/a/4qWpda/cheerleading-in-i-rf-vi-vann-guld. Läst 23 juli 2021.
3. ↑  ”Cheerleadingförbundet röstades in som medlemsförbund vid Riksidrottsmötet”. Arkiverad från originalet den 27 maj 2019. https://web.archive.org/web/20190527133746/https://www.rf.se/Arbetsrum/riksidrottsmotet/Nyheter/cheerleadingforbundetrostadesinsommedlemsforbundvidriksidrottsmotet/. Läst 23 juli 2021.